# Гайфуллин, Александр Марксович
Александр Марксович Гайфуллин (род. 7 января 1958, Баку) — российский учёный-физик, специалист в области механики жидкости и газа, член-корреспондент РАН (2008).

## Биография
Родился 7 января 1958 года.
В 1981 году — окончил факультет аэромеханики и летательной техники МФТИ.
В 2004 году — защитил докторскую диссертацию, тема: «Исследование вихревых структур, образующихся при обтекании тел жидкостью или газом».
С 1981 года — работает в ЦАГИ, в настоящее время — ведущий научный сотрудник; профессор кафедры прикладной математики МАИ, читает лекции в МФТИ.
В 2008 году — избран членом-корреспондентом РАН.

## Научная деятельность
Специалист в области механики жидкости и газа.
Основные научные результаты:
- теоретически исследованы вязкие рециркуляционные вихревые течения, теоретические исследования отрывных течений, теоретические и прикладные исследования струйно-вихревого следа за самолётом; аналитически решены задачи о диффузии двух вихрей с циркуляциями противоположного знака и диффузии вихревого диполя, о течении вязкой жидкости в ядре отрывного течения, сходящего с кромок треугольного крыла;
- выведена формула, обобщающая формулу Прандтля — Бэтчелора на случай нестационарного рециркуляционного течения; построены теории пространственной неустойчивости вихревого следа за самолётом в идеальной жидкости и в турбулентной атмосфере, создана модель вихревого следа, которая позволила рассчитывать следы за самолётами в реальной турбулентной атмосфере на расстояниях до нескольких десятков километров;
- объяснён механизм диссипации вихрей в вихревом следе; описан класс автомодельных решений уравнений Навье-Стокса и в рамках этого класса получены новые точные решения; получены новые точные разрывные решения уравнений Эйлера, пригодные для описания течений с тангенциальными разрывами скорости.

Член диссертационных советов при ЦАГИ и Вычислительном центре имени А. А. Дородницына РАН.
Член Российского национального комитета по теоретической и прикладной механике (с 2006 года).
Сын — А. А. Гайфуллин (род. 1984) — российский математик, член-корреспондент РАН (2016); в 2012 доказал многомерный аналог теоремы Сабитова о постоянстве объёма изгибаемых многогранников.
- Гайфуллин А. М., Зубцов А. В. Асимптотическая структура нестационарного течения около полубесконечной пластины с подвижной поверхностью // МЖГ. 2013. № 1, С.88-101.
- Гайфуллин А. М., Свириденко Ю. Н. Математическая модель аэродинамики самолёта в вихревом следе. // Учёные записки ЦАГИ. 2010. Т.XLI. № 4. с.3-16.
- Гайфуллин А. М., Зубцов А. В. О нестационарных течениях жидкости в области с замкнутыми линиями тока // Учёные записки ЦАГИ. 2009. Т.XL. № 5. С.29-34.
- Гайфуллин А. М., Зубцов А. В. Обтекание пластины с подвижной поверхностью // Известия Российской академии наук. Механика жидкости и газа. 2009. № 4. С.73-78.
- Ярошевский В. А., Бобылев А. В., Гайфуллин А. М., Свириденко Ю. Н. Влияние вихревого следа на динамику полёта пассажирского самолёта // Полёт. 90 лет ЦАГИ. 2008. С.93-99.
- Гайфуллин А. М. Обтекание пластины с движущейся против потока поверхностью // Известия Российской академии наук. Механика жидкости и газа. 2006. № 3. С.60-66.
- Гайфуллин А. М. Вязкие автомодельные течения с замкнутыми линиями тока // IX Всероссийский съезд по теор. и прикл. механике. — 2006. — Т.2. — С.53.
- Гайфуллин А. М. Автомодельное нестационарное течение вязкой жидкости // Известия Российской академии наук. Механика жидкости и газа. 2005. № 4. С.29-35.
- Гайфуллин А. М. Расчёт характеристик течения в ядре вихревой пелены // Учёные записки ЦАГИ. 1989. Т.XX. № 1. С.40-46.
- Bakulin V. L., Gayfullin A. M. Experimental study of the flow in the cores of a vortex structure // Fluid Mechanics, Soviet Research. 1989. Т.18. № 1. С.42-46.

## Награды
- две премии ЦАГИ (за исследования в области аэродинамики)
- Премия имени Н. Е. Жуковского I степени (2004)
- Почётное звание «Заслуженный деятель науки Московской области» (2017)[5]